# Джианна Лінн
Джианна Лінн (англ. Gianna Lynn; нар. 3 грудня 1985) — філіппінсько-американська порноакторка.

## Життєпис
Має філіппінські, іспанські і китайські корені. Переїхала в Каліфорнію, коли їй було 4 роки, виросла в долині Сан-Фернандо.
У травні 2008 року з'явилася в епізоді Miami Ink, показаному на каналі TLC. Під час передачі їй зробили татуювання на шиї. Крім зйомок у порнофільмах, знімається в чоловічих і присвячених фітнесу журналах.

## Премії і номінації
- 2007 номінація на AVN Award в категорії найкраща нова старлетка
- 2007 номінація на AVN в категорії Best Group Sex Scene (Video) — Hellcats 10 (з Меллісою Лорен, Ріком Мастерсом, Арнольдом Шварценпекером і Баррі Скоттом)[2]
- 2008 номінація на AVN Award в категорії Unsung Starlet
- 2008 номінація на XRCO в категорії Unsung Siren
- 2008 номінація на F. A. M. E. Awards в категорії Most Underrated Star[3]
- 2009 номінація на AVN Award в категорії Best All-Girl Group Sex Scene — Girlgasmic[4]
- 2010 номінація на AVN Award в категорії Best All-Girl Group Sex Scene — Sun Goddess: Malibu[5]